# 阿罗洛尔
阿罗洛尔（INN：Arotinolol，以商品名Almarl销售）是一种混合α/β受体阻滞剂类药物。它还充当β3受体激动剂。1979年的一份出版物表明，阿罗洛尔首先在科学文献中被住友化学描述为“β-肾上腺素能阻断剂、抗心律失常化合物S-596”。

## 医用
它用于治疗高血压和特发性震颤。推荐剂量为每天10至30毫克。